# Pump-Stillen

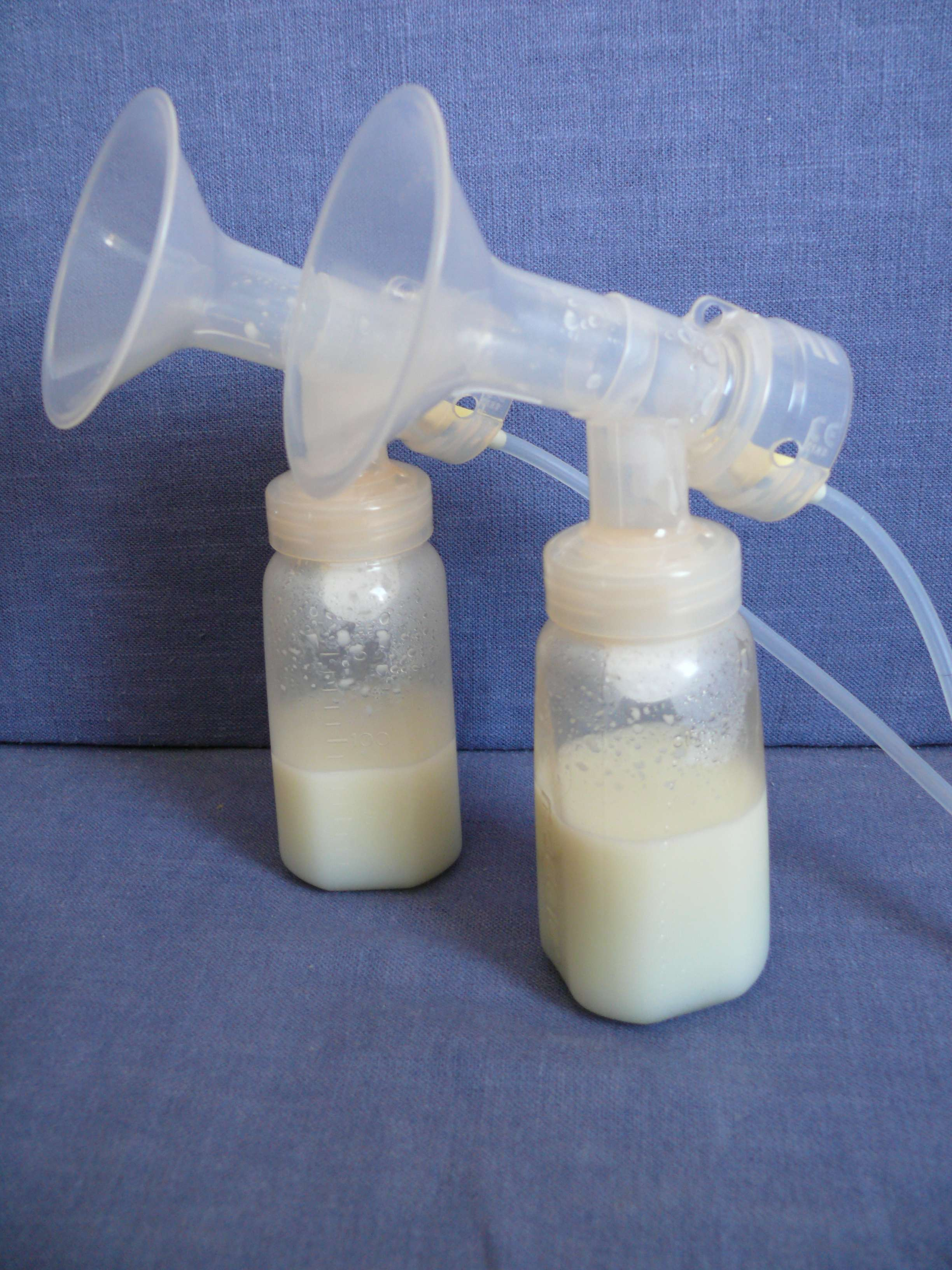
Frisch abgepumpte Muttermilch

Pump-Stillen ist eine besondere Form des Stillens. Dabei wird der Säugling nicht direkt an der Brust der Mutter gefüttert, sondern die Muttermilch wird mit Hilfe einer Muttermilchpumpe aus der Brust abgepumpt und dem Säugling direkt oder später mit der Babyflasche oder auf andere Weise gefüttert.
Die meisten Frauen pumpen nur vorübergehend Milch aus ihrer Brust ab. Es ist aber auch gut möglich, ein Kind monatelang ausschließlich mit Pump-Stillen zu ernähren.

## Gründe für das Pump-Stillen
Pump-Stillen wird häufig von Müttern durchgeführt, die eine Frühgeburt hatten, weil die Babys oft zu schwach zum Saugen sind, noch in einer Kinderklinik liegen müssen oder andere körperlichen Probleme haben. Eine Trinkschwäche des Babys oder andere Formen von Stillverweigerung können (kurz- oder langfristig) mit Pump-Stillen überbrückt werden. Auch wenn eine Mutter aus anderen Gründen von ihrem Kind getrennt ist, z. B. weil sie wieder ihrem Beruf nachgeht, oder wenn die Mutter Medikamente einnehmen muss, ist Pump-Stillen eine gute Möglichkeit, die Milchproduktion der Mutter aufrechtzuerhalten. Viele Mütter führen gelegentlich Pump-Stillen durch, um z. B. mal einen Abend ohne das Kind auszugehen. Ein weiterer Grund für das (vorübergehende) Pump-Stillen sind wunde und entzündete Brustwarzen bei der Mutter. Hier kann Pump-Stillen durchgeführt werden, bis die Brustwarzen verheilt sind. Ein anschließender Stillstreik des Babys ist dann jedoch wahrscheinlicher, weil das Trinken aus einer Babyflasche ein völlig anderes Saugmuster erfordert als das Trinken an der Brust.
Verweigert ein Säugling permanent die Brust oder leidet die Mutter an chronisch hämorrhagischen Mamillen, ist dauerhaftes Pump-Stillen eine gute Alternative zum normalen Stillen.

## Zubehör
Das wichtigste Zubehör für das Pump-Stillen ist die Muttermilchpumpe. Es gibt im Handel verschiedene manuelle Pumpen (Handpumpen) und elektrische Milchpumpen zu kaufen. Je nach Bauart ermöglichen manche ein- oder beidseitiges Abpumpen, das Abpumpen mit einer Hand oder sogar freihändiges Pumpen. Bei elektrischen Pumpen lässt sich häufig der Saugdruck, die Saugfrequenz oder der Saugrhythmus individuell einstellen. Elektrische Pumpen, die beidseitiges Abpumpen ermöglichen, sind daher besonders komfortabel für die Mutter, gut geeignet um die Milchbildung anzuregen und sorgen für einen langen Erhalt der Laktation. Wichtig bei allen Pumpen ist, dass der Trichter der Pumpenöffnung zur Größe der Brustwarze passt, da es sonst durch Reibung zu Verletzungen kommen kann oder das Pumpen ineffektiv ist. Um dies zu verhindern, werden verschiedene Größen oder Adapter angeboten.
Bei einer medizinischen Indikation kann eine Milchpumpe auf Rezept in Apotheken oder Krankenhäusern ausgeliehen werden. Manche Krankenkassen zahlen unter bestimmten Voraussetzungen auch den Kauf einer eigenen Milchpumpe. Marktführer in Deutschland bei Muttermilchpumpen sind Medela, Philips AVENT, NUK und Lansinoh.
Neben der Muttermilchpumpe wird außerdem noch folgendes benötigt: Milchflaschen (am besten zur Pumpe passend) mit Saugern, eventuell einen Fläschchenwärmer und eine Vorrichtung, um das gesamte Zubehör zu sterilisieren. Die Reinigung der Teile kann jedoch auch problemlos ausschließlich in einer Geschirrspülmaschine bei 65 °C erfolgen. Für das Einfrieren von Muttermilch gibt es außerdem spezielle Gefrierbeutel, in die direkt abgepumpt werden kann.

## Vorgehensweise
Um das erste Mal Milch mit einer Milchpumpe abzupumpen, ist es sinnvoll, gelassen und ohne Stress an die Sache heranzugehen, denn Pump-Stillen funktioniert anders als Stillen und muss erlernt werden. Die Vorstellung, mit Hilfe einer „Maschine gemolken zu werden“, kann dafür sorgen, dass das Abpumpen misslingt und die Laktation ausbleibt. Am wichtigsten ist es, einen ungestörten Platz zu haben, sich Zeit zu nehmen und bequem zu sitzen. Um den Milchflussreflex einfacher auszulösen, können auch noch verschiedene Dinge helfen: die Anwesenheit des Babys (am besten mit Hautkontakt) bzw. ein Foto des Babys, warme Kompressen auf der Brust, sanfte Massage der Brust, genügend Flüssigkeitszufuhr und ausreichende Ernährung.
Zuerst sollte der Pumpvorgang rhythmisch schnell erfolgen, um die Ansaugphase des Babys zu imitieren und den Milchflussreflex zu stimulieren. Das dauert etwa ein bis drei Minuten. Sobald die Milch dann fließt, wird mit gleichmäßigen längeren Zügen die Milch aus der Brust abgepumpt. Der gesamte Vorgang sollte etwa zehn bis zwanzig Minuten dauern, auch wenn zwischendurch keine Milch mehr aus der Brust fließt. Dadurch wird die Milchbildung stimuliert.
Bei Schwierigkeiten mit dem Pump-Stillen ist es sehr sinnvoll, frühzeitig den Rat einer Hebamme oder Stillberaterin einzuholen, um die Laktation aufrechtzuerhalten.

## Milchmenge und Pump-Rhythmus
Auch wenn frische Muttermilch am besten ist, ist es nicht empfehlenswert, die Milch direkt vor der Fütterung abpumpen zu wollen, da ein vor Hunger schreiender Säugling Stress verursacht und das Abpumpen eher erschwert. Daher sollte die Milch abgepumpt, gekühlt und zum Füttern wieder erwärmt werden.
Bei gelegentlichem Abpumpen reicht es aus, die benötigte Milchmenge mit Hilfe der Milchpumpe aus der Brust abzupumpen. Je nach Alter und Hunger des Säuglings sind dabei 50 ml bis 200 ml zu empfehlen.
Für regelmäßiges Abpumpen ist es erforderlich, dass die gepumpte Milchmenge mehr oder weniger dem Trinkbedarf des Säuglings entspricht. Die Trinkmenge eines Babys kann dabei sehr unterschiedlich sein. Meist trinken Säuglinge zwischen 600 ml und 1200 ml täglich bei fünf bis zwölf Mahlzeiten. Daher sollte die abgepumpte Milchmenge ähnlich hoch sein. Wie beim Stillen auch bestimmt die Nachfrage die Höhe der Milchmenge, d. h. je öfter abgepumpt wird, desto mehr Milch produziert die Brust. Es ist effektiver, häufiger zu pumpen als die einzelnen Pumpzeiten zu verlängern. Um die Milchproduktion anzuregen, sollte sehr häufig, also alle zwei bis drei Stunden (und mindestens einmal in der Nacht) gepumpt werden. Bei einseitigem Abpumpen ist ein häufiger Wechsel der Brust milchfördernd. Später reicht es aus, die Brust alle vier bis sechs Stunden zu leeren. Letztendlich muss mindestens fünf- bis sechsmal in 24 Stunden gepumpt werden, um die Milchproduktion aufrechtzuerhalten. Eine Gesamt-Pumpdauer von 100 Minuten pro Tag wird empfohlen.
Um die Milchmenge zu verringern, reicht es aus, seltener und kürzer zu pumpen.
Um einen Überblick über Milchmenge und Pump-Rhythmus zu behalten, ist es sinnvoll, ein Protokoll über Uhrzeiten und Milchmenge zu führen. Ein Protokoll kann wie folgt aussehen:
| gepumpt (Uhrzeit + Menge) | gefüttert (Uhrzeit + Menge)      |
| ------------------------- | -------------------------------- |
| 2:00 Uhr – 210 ml (a)     | 5:50 Uhr 150 ml (a)              |
| 6:08 Uhr – 190 ml (b)     | 10:31 Uhr 60 ml (a) + 90 ml (b)  |
| 10:03 Uhr – 180 ml (c)    | 12:46 Uhr 100 ml (b) + 50 ml (c) |
| 14:13 Uhr – 175 ml (d)    | 16:12 Uhr 130 ml (c) + 25 ml (d) |
| 17:56 Uhr – 160 ml (e)    | 19:39 Uhr 150 ml (d)             |
| 22:01 Uhr – 170 ml (f)    | 22:06 Uhr 150 ml (e)             |
|                           | 1:48 Uhr 160 ml (f)              |
| gesamt – 1085 ml          | gesamt – 1065 ml                 |

Überschüssige Milch kann bis zu 72 Stunden im Kühlschrank aufbewahrt werden. Das Einfrieren verschieden großer Milchportionen ist jedoch auch empfehlenswert, um z. B. bei einem Wachstumsschub des Kindes nicht auf Milchpulver zurückgreifen zu müssen.

## Abstillen
Das Abstillen funktioniert beim Pump-Stillen einfacher, da nicht auf den Säugling und seine Trinkgewohnheiten Rücksicht genommen werden muss. Um abzustillen, wird einfach schrittweise die Pumpdauer und die Pumphäufigkeit reduziert. Dies kann über einen längeren oder einen kürzeren Zeitraum geschehen.
Beim langsamen Abstillen werden einfach die Zeitabstände zwischen den Pumpvorgängen vergrößert, so dass statt fünfmal am Tag zunächst nur noch viermal, später dann dreimal, zweimal und zum Schluss einmal am Tag gepumpt wird. So kann der Abstillprozess auf natürliche Weise über Wochen oder Monate selbst gesteuert werden. Ist zwischendurch das Spannungsgefühl in den Brüsten aufgrund der Milchmenge zu groß, so wird nur kurz so viel Milch abgepumpt, bis das Spannungsgefühl verschwunden ist.
Auf diese Weise kann der Abstillprozess auch beschleunigt werden: Dabei wird nur dann kurz ein wenig Milch abgepumpt, wenn ein großes Spannungsgefühl in den Brüsten entstanden ist. Die Gefahr, dabei einen Milchstau zu bekommen, ist jedoch größer.

## Vorteile
- Das Baby wird mit echter Muttermilch statt mit Muttermilchersatz ernährt, was seine Gesundheit fördert.
- Spart Geld, weil kein Muttermilchersatz gekauft werden muss.
- Die Laktation der Mutter wird aufrechterhalten, so dass später wieder gestillt werden kann.
- Das Baby lernt verschiedene Geschmacksnuancen kennen (siehe Geschmack (Sinneseindruck)).
- Die Trinkmenge des Kindes und die eigene Milchmenge wird transparent.
- Abstillen ist einfacher, weil nicht auf die Trinkgewohnheiten des Kindes Rücksicht genommen werden muss.
- Abpumpen verringert die Wahrscheinlichkeit, einen Milchstau zu bekommen, und fördert auch die mütterliche Gesundheit.

## Nachteile
- Umfangreiches Zubehör muss zuerst gekauft und dann regelmäßig gespült bzw. sterilisiert werden.
- Zeit und Ruhe wird zum Abpumpen benötigt. Mit einem Säugling ist das manchmal schwierig.
- Regelmäßiges Abpumpen erfordert Selbstdisziplin. Ansonsten besteht die Gefahr, dass sich die Milchmenge ungewollt verringert.
- Muttermilch hat, wie jedes Nahrungsmittel, nur eine gewisse Haltbarkeit und muss deshalb im Kühlschrank gekühlt, eingefroren oder zeitnah verfüttert werden.
- Der Säugling hat beim Füttern weniger Körperkontakt zur Mutter, es sei denn, man füttert (wenn man mit der Flasche füttert) an der nackten Brust.